# Real Club Naútico de Palma
Real Club Naútico de Palma är ett segelsällskap med hamn i Palma de Mallorca i Spanien.   Den ligger i regionen Balearerna, i den östra delen av landet, 600 km öster om huvudstaden Madrid. 